# 1972 en photographie
| Années de la photographie : 1969 - 1970 - 1971 - 1972 - 1973 - 1974 - 1975    |
| Décennies de la photographie : 1940 - 1950 - 1960 - 1970 - 1980 - 1990 - 2000 |

Cet article présente les faits marquants de l'année 1972 en photographie.

## Événements
- Création du musée Nicéphore-Niépce à Chalon-sur-Saône, consacré à l'inventeur de la photographie Nicéphore Niépce (1765-1833).
- Le conseil général de l'Essonne acquiert la propriété et le parc du Val Profond à Bièvres et y installe le Musée français de la photographie qui avait été créé en 1964.
- Création, par un groupe de huit photographes concernés par leur environnement social (Alain Dagbert, Martine Franck, Hervé Gloaguen, Claude Raimond-Dityvon, François Hers, Richard Kalvar, Jean Lattès et Guy Le Querrec) de l'agence Viva, tout à la fois agence photographique et coopérative d’auteurs-photographes qui développent un projet novateur, véritable laboratoire d'idées remettant en cause, avec une vision décalée, la conception jusqu'alors quelque peu figée du photojournalisme[1],[2].
- Création de l'agence de presse photographique française Vloo, spécialisée dans la photographie de charme et la photographie publicitaire.
- Michel Nuridsany, critique littéraire au Figaro depuis l'année précédente, y crée une rubrique consacrée à la photographie ; c'est la première dans un grand quotidien national français ; il accomplit ainsi « un véritable tour de force : celui [...] d'avoir intégré [...] la photographie au registre des activités culturelles ordinaires de son lectorat »[3],[4].
- Leni Riefenstahl obtient une accréditation officielle pour couvrir les Jeux olympiques de Munich en tant que photographe[5].
- Commercialisation par la firme Canon du Canon Canonet QL17 G-III, appareil photographique télémétrique.
- Commercialisation par la firme Polaroid du Polaroid SX-70, un appareil photographique instantané à visée reflex[6].
- La firme Kodak propose une version « Pocket » dans sa gamme d'appareils photo grand public Instamatic[7].
- 23 juillet : lancement par les États-Unis du satellite ERTS-1, qui marque le début du Programme Landsat, programme d'acquisition de photographies de la Terre depuis l'espace.

## Photographies notables

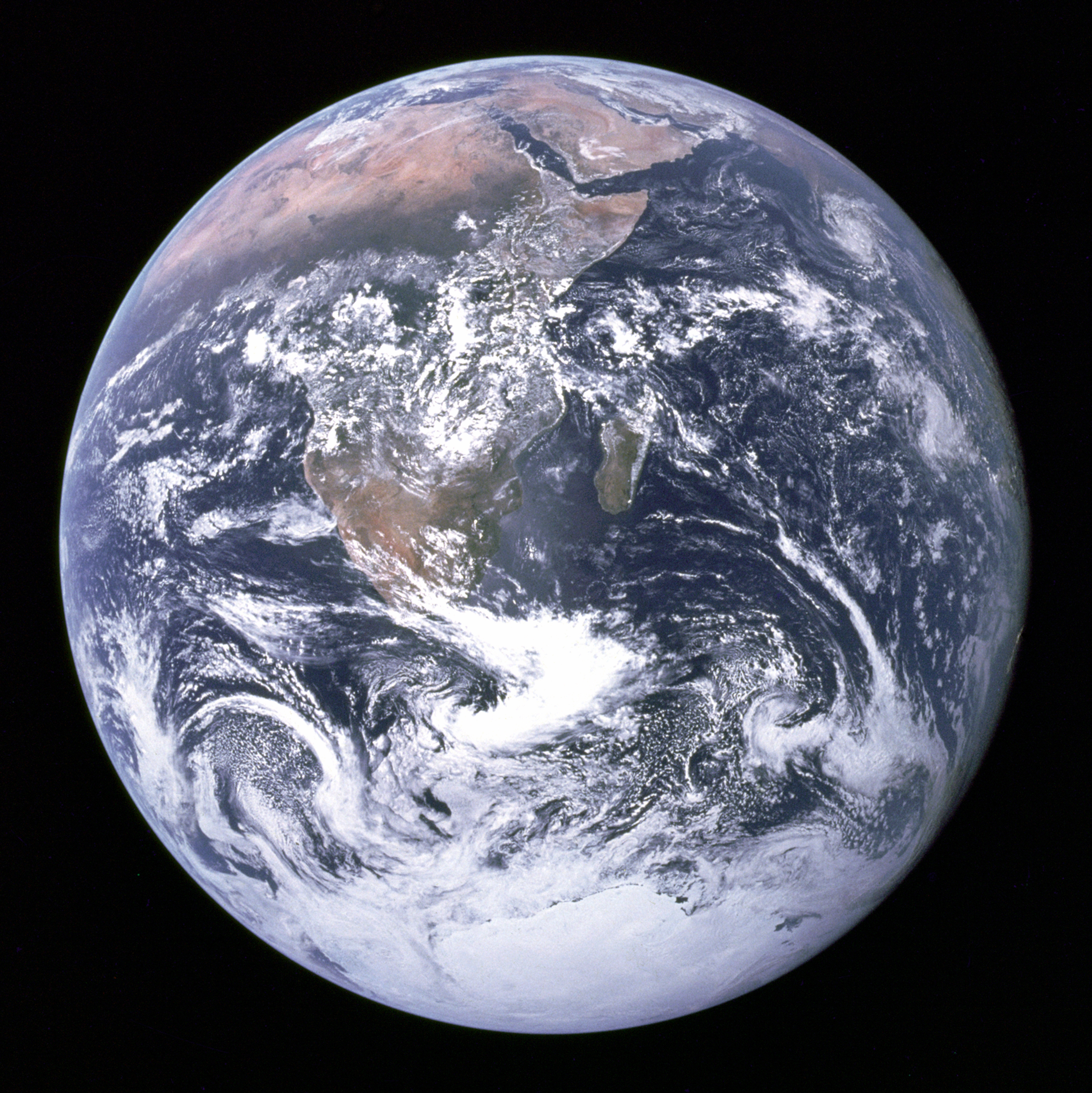
La Bille bleue.

- 7 décembre : La Bille bleue (en anglais The Blue Marble), photographie de la Terre par l'équipage d'Apollo 17 lors de son voyage vers la Lune, à une distance d'environ 45 000 km.

## Livres de photographies
- Cornell Capa (éd.), The Concerned photographer. 1, The Photographs of Marc Riboud, Roman Vishniac, Bruce Davidson, Gordon Parks, Ernest Haas, Hiroshi Hamaya, Donald McCullin, W. Eugene Smith, New York, Grossman publishers et International Center of Photography.
- Henri Cartier-Bresson, Visage d'Asie : photographies, préface de Robert Shaplen, Paris, Chêne, 207 p.
- Jean-Claude Gautrand, L'Assassinat de Baltard, Paris, Éditions Formule 13.
- Nicolas Ducrot (dir.), André Kertész : soixante ans de photographie 1912-1972, Paris, Chêne, 224 p.[8].
- Bernard Plossu (préf. Sergio Leone), Surbanalisme : séquences photographiques, Paris, Chêne.

## Études, essais, articles
- Martine Segalen, « Photographie de noces, mariage et parenté en milieu rural », Ethnologie française, t. 2, nos 1/2,‎ 1972, p. 123-140 (lire en ligne ).

## Expositions
- 16 mars - 14 mai : "From today painting is dead" : the beginnings of photography, Victoria and Albert Museum, Londres[9].
- 6 photographes et le théâtre, Théâtre de l'Odéon, Paris ; l'exposition réunit des photographies de Martine Franck, Roger Pic, François Darras, Thérèse Le Prat, Agnès Varda et Nicolas Treatt.

## Festivals et congrès photographiques
- 3e Rencontres de la photographie d'Arles[10].
- 23 septembre - 1er octobre : photokina, Cologne[11].

## Prix et récompenses
- Prix Niépce : Pierre Le Gall et Guillaume Lieury.
- Prix Nadar : Jean-Marie Baufle et Philippe Varin, La Chasse photographique, Paris, Hachette, coll. « Collection : Les Beaux livres Hachette », 1971, 157 p.
- Médaille David-Octavius-Hill : Regina Relang.
- Prix culturel de la Société allemande de photographie : Ernst Haas.
- Prix Erich-Salomon : le magazine Du (de).
- Prix national de portrait photographique Fernand-Dumeunier : Bernard Henreaux.
- Prix Robert Capa Gold Medal : Clive Limpkin, The Battle of Bogside, Londres, Penguin Books, 1972.
- Prix Pulitzer de la photographie d'actualité : Horst Faas et Michel Laurent pour leur série Mort à Dacca pendant la guerre au Bangladesh[12],[13].
- Prix Pulitzer de la photographie d'article de fond : David Hume Kennerly (en) pour ses photographies de la guerre du Viêt Nam en 1971.
- Prix Ansel-Adams : Beverly Stevenson.
- Prix de la Société de photographie du Japon / prix annuel : Kon Sasaki, Bukō Shimizu,/ espoirs : Kazuo Kitai.
- World Press Photo of the Year : Wolfgang Peter Geller, photographie d'une fusillade entre la police et les voleurs lors d'un vol de banque à Sarrebruck[14].

## Naissances

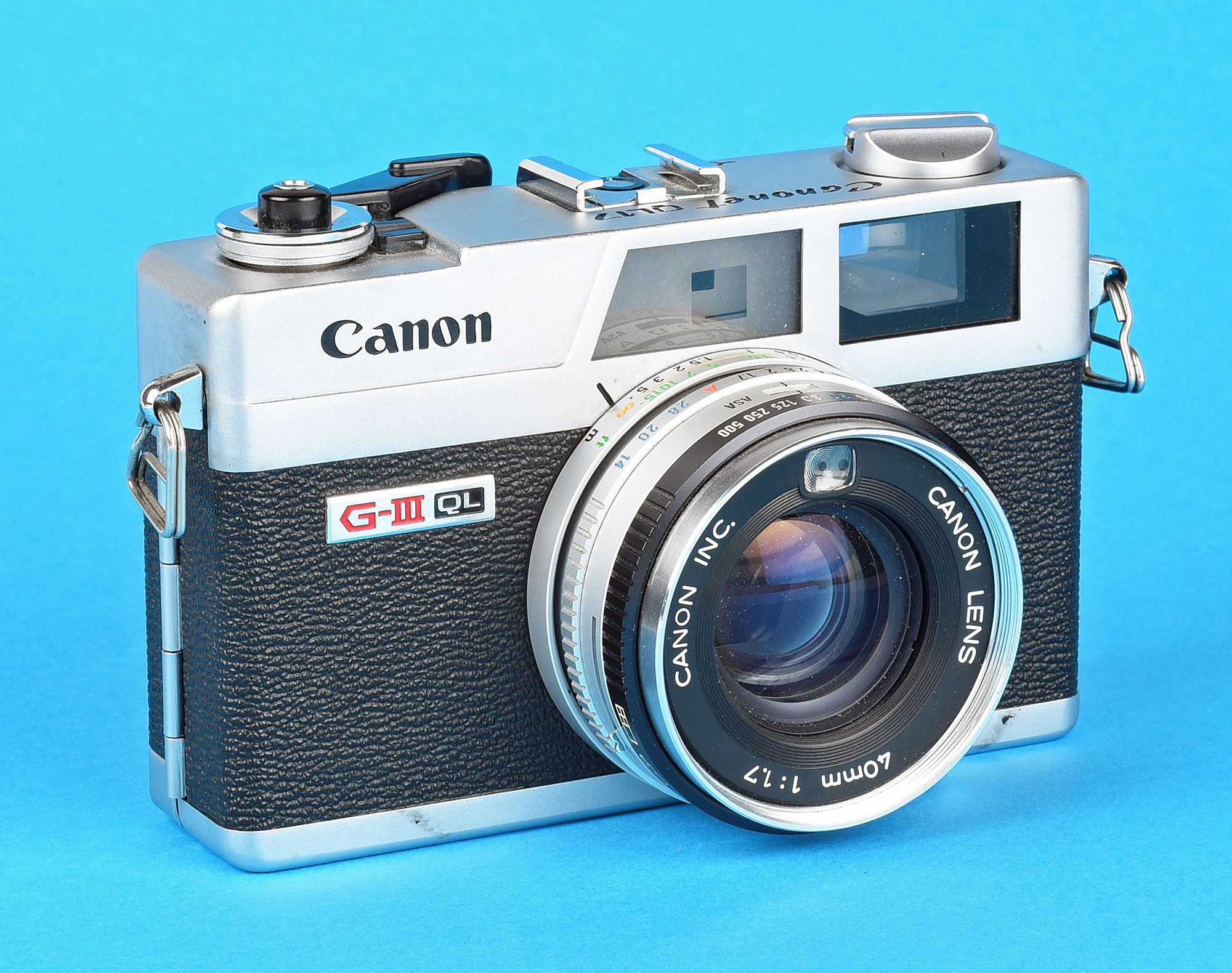
Canon Canonet QL17 G-III.

- 1er janvier Rip Hopkins, photographe britannique.
- 15 janvier : Sarah Caron, photojournaliste française, lauréate en 2012 de la Bourse Canon de la femme photojournaliste.
- 20 février : Hervé Lequeux, photographe français, lauréat en 2021 du Prix Lucas-Dolega.
- 26 mars : Johanna Lecklin, photographe finlandaise.
- 3 avril : Florence At, photographe française, auteure d'ouvrages sur les techniques de photographie.
- 29 avril : Elina Brotherus, photographe et artiste vidéo finlandaise, lauréate en 2005 du Prix Niépce.
- 5 juillet : Viviane Sassen, photographe néerlandaise.
- 18 octobre : Mika Ninagawa, photographe japonaise.
- 28 décembre : Valérie Archeno, photographe et réalisatrice française.

- Date précise inconnue ou non renseignée :
  - Franck Gérard, photographe français.
  - Philippe Guionie, photographe français, lauréat en 2008 du Prix Roger-Pic.
  - Moritz Neumüller, photographe, commissaire d'exposition et enseignant autrichien.
  - Patrick van Roy, photographe plasticien belge.
  - Hanna Weselius, photographe et écrivaine finlandaise.

## Décès
- 2 janvier : Nelly Thüring, photographe et femme politique suédoise, née le 21 juin 1875.
- 6 février : Ksado, photographe espagnol, né en 1888.
- 18 février : Indalecio Ojanguren, photographe et alpiniste basque espagnol, spécialisé dans la photographie de paysages, né le 15 novembre 1887.
- 2 mars : Clifford Coffin, photographe de mode et portraitiste américain, né le 18 juin 1913.
- 13 mars : Tony Ray-Jones, photographe britannique, né le 7 juin 1941.
- 3 avril : Hans Finsler (de), photographe suisse, fondateur de la première formation spécialisée en photographie à la Kunstgewerbeschule de Zürich, né le 7 décembre 1891.
- 7 mai : Ralph Eugene Meatyard, photographe américain, né le 15 mai 1925.
- 11 mai : Corona González, philanthrope et photographe amateure espagnole, née le 10 octobre 1875.
- 24 août : Louis-Victor Emmanuel Sougez, photographe français, né le 16 juillet 1889.

- Date précise inconnue ou non renseignée :
  - Adolfo Zerkowitz, photographe autrichien actif en Espagne, éditeur des premières cartes postales de Barcelone, né en 1884.

## Célébrations
Centenaire de naissance
- Imre Gábor Bekey
- Gaston Chérau
- Pierre Choumoff
- Ignacio Coyne
- Pierre Dubreuil
- Alfred Eberling
- Gaëtan Gatian de Clérambault
- Franz John
- Julien Mandel
- Gustave Marissiaux
- Leonídas Papázoglou
- Jenny de Vasson

Centenaire de décès
- Louis Désiré Blanquart-Évrard
- Louis Alphonse de Brébisson
- William Ellis
- Auguste Salzmann